# Kugelförmiges Lager

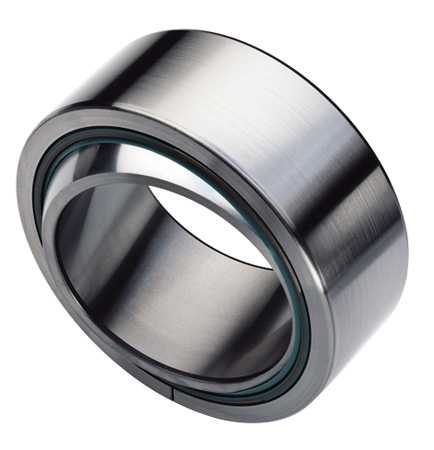
Gelenklager

Ein kugelförmiges Lager (auch: sphärisches Lager) ist im Maschinenbau ein Lager, das eine Drehung um einen zentralen Punkt in zwei orthogonalen Richtungen zulässt. Typischerweise stützen diese Lager eine rotierende Welle in der Bohrung des Innenrings, die sich nicht nur rotierend, sondern auch in einem Winkel bewegen muss (normalerweise innerhalb einer bestimmten Winkelgrenze, die auf der Lagergeometrie basiert). Es kann sich entweder um ein Gleitlager oder ein Wälzlager handeln.
Selbsteinstellende Gelenklager wurden erstmals um 1840 von James Nasmyth zur Lagerung der zentralen Leitungswellen der Transmissionen in Mühlen und Maschinenhallen eingesetzt. Bei langen Wellen war es unmöglich, die Lager genau auszurichten, selbst wenn die Welle vollkommen gerade war. Nasmyth verwendete Messinglagerschalen zwischen halbkugelförmigen Messingschalen, damit sich die Lager selbst ausrichten konnten.

## Konstruktion

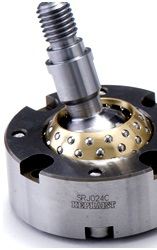
Pendelrollenlager, mit Wälzkörpern an der Kontaktfläche

Gelenklager können hydrostatisch oder mechanisch aufgebaut sein. Ein Gelenklager an sich besteht aus einem Außen- und einem Innenring sowie einer Verriegelung, die den Innenring nur in axialer Richtung im Außenring festhält. Die Außenfläche des Innenrings und die Innenfläche des Außenrings sind kugelförmig und werden zusammen als Laufbahn bezeichnet. Sie gleiten gegeneinander, entweder mit einem Schmiermittel, einer wartungsfreien Auskleidung (in der Regel auf der Basis von Polytetrafluorethylen oder PTFE), oder sie enthalten Wälzkörper in einem Käfig, was eine geringere Reibung ermöglicht.

## Anwendungen
Gelenklager werden in Fahrzeugaufhängungen, Motoren, Antriebswellen, Schwermaschinen, Nähmaschinen, Robotern und vielen anderen Anwendungen eingesetzt: überall dort, wo eine Drehbewegung die Ausrichtung ihrer Drehachse ändern kann. Ein Beispiel, auch wenn dies in der Praxis nur selten vorkommt, sind die Antriebsachslager einer Fahrzeuglenkeraufhängung (oder A-Arm). Die Mechanik der Aufhängung ermöglicht es der Achse, sich auf und ab zu bewegen (und das Rad zu drehen, um das Fahrzeug zu lenken), und die Achslager müssen es ermöglichen, die Drehachse der Achse zu ändern, ohne zu blockieren. Dies ist ein einfaches Konzept, das eine mögliche Anwendung eines Gelenklagers veranschaulicht. Tatsächlich werden Gelenklager in kleineren Teilkomponenten dieser Art von Aufhängung verwendet, zum Beispiel in bestimmten Arten von Gleichlaufgelenken.

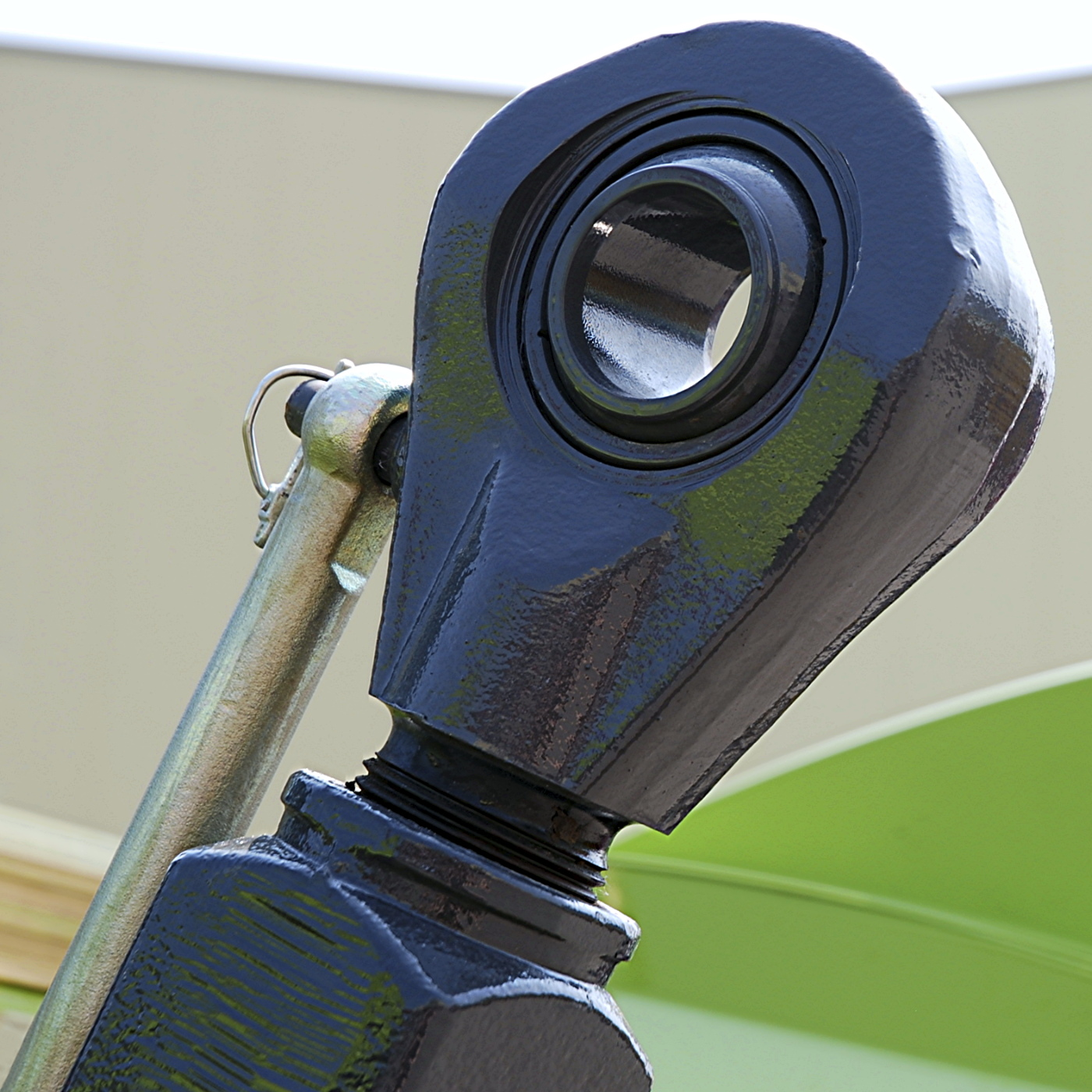
Oberlenker eines Claas Xerion

Einfache ungeschmierte kugelförmige kommen am Dreipunkt-Kraftheber von Landmaschinen zum Einsatz.